# 安吉·班布里奇
安吉·班布里奇（英語：Angie Bainbridge，1989年10月16日—），澳大利亚女子游泳运动员，主攻自由泳。曾参加2008年北京奥运和2012年伦敦奥运，共收获一枚金牌和一枚银牌，全部来自于接力项目。